# Isidore Gès
Isidore Gès est un écrivain français du XIXe siècle.

## Œuvres
- Simple question religieuse, ou le Dernier mot de Rome, Paris, Dentu, 1866
- Le Bon Vieux Temps, Paris, Dentu, 1891
- En villégiature. Lolita, Paris, Dentu, 1895
- Souvenirs, Paris, Fayard, 1900 lire sur Gallica